# Andrena kalmiae
Andrena kalmiae är en biart som beskrevs av N. Duane Atwood 1934. Andrena kalmiae ingår i släktet sandbin, och familjen grävbin. Inga underarter finns listade i Catalogue of Life.